# 耶德逊纪念教堂

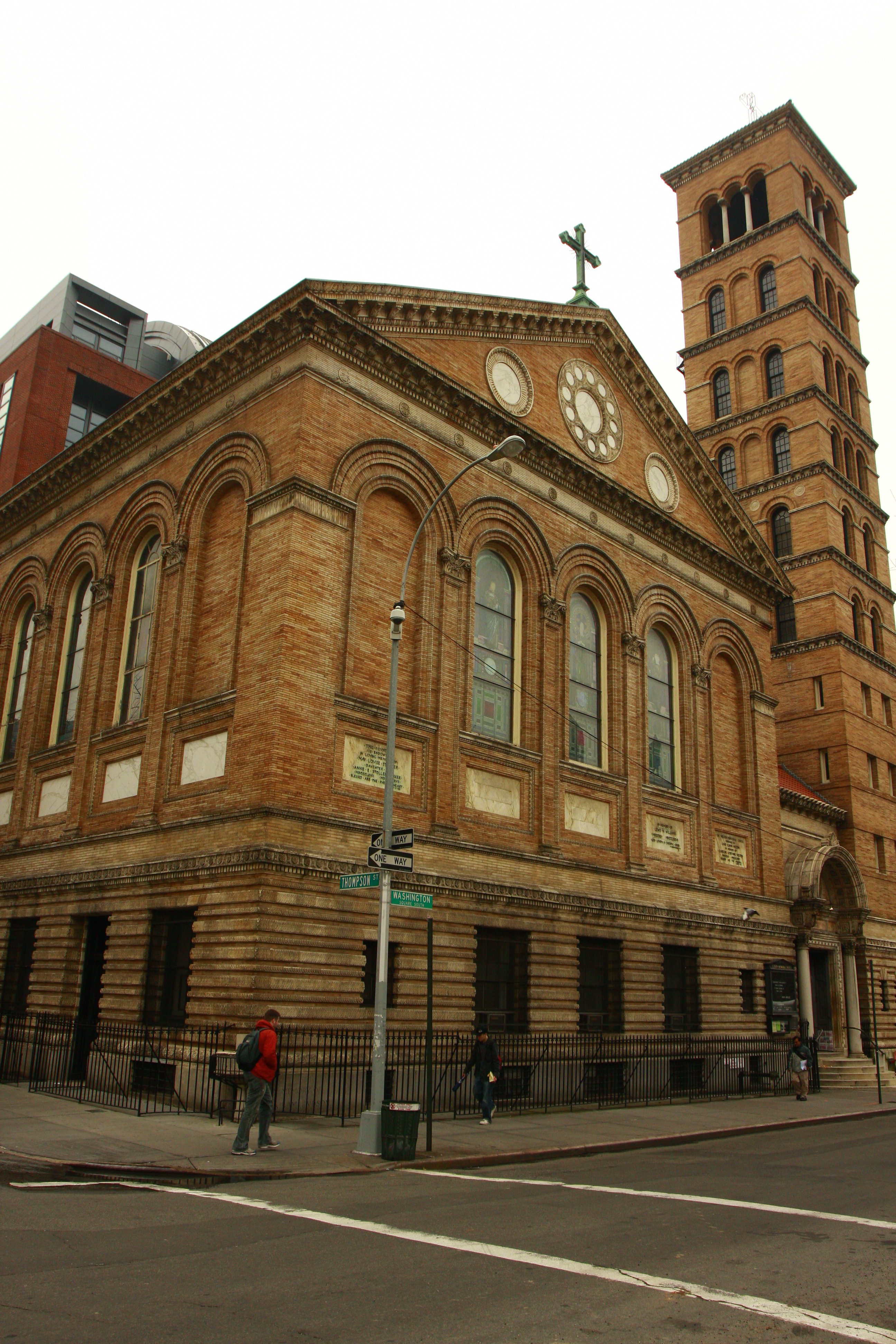
耶德逊纪念教堂

耶德逊纪念教堂（英語：Judson Memorial Church）是美国纽约市的一座教堂，位于曼哈顿格林尼治村的华盛顿广场公园南侧，属于美北浸礼会和联合基督教会。
该教堂由杰出的布道家爱德华·耶德逊（Edward Judson）创建于1890年，得到洛克菲勒等知名浸信会教徒的支持。作为纪念他的父亲艾多奈拉姆·耶德逊（Adoniram Judson），最早前往缅甸的新教传教士之一。爱德华·耶德逊为教堂选址在华盛顿广场公园南侧，以便接触邻近的社区。
耶德逊纪念教堂是一座雄伟的大厦，由著名建筑师Stanford White和花窗玻璃大师約翰·拉·法爾熱设计，意大利文艺复兴风格。其特色是用非常优雅的彩色石膏手工仿制的人造大理石。雕塑家Augustus St. Gaudens设计了浸礼池的大理石饰带（frieze）。总体而言，耶德逊纪念教堂的外部形状据说类似于罗马的圣母大殿，而大门据说受到了建于1480年的卢卡的文艺复兴式圣Alessandro教堂的启发。教堂的14扇花窗玻璃窗户是全美国最大的拉法奇作品收藏s。
1999年，面对经济困难，董事会将教堂后面的耶德逊堂区大楼出售给纽约大学法学院，新建了 Furman 大楼。新大楼高11层，现在远远超过教堂的高度和华盛顿广场公园，在兴建时引发社区相当多的争议。耶德逊教堂的办公室和小聚会厅现在占据新大厦角落的一套房间，位于汤普森街239号，与大教堂毗邻。